# Amici per gioco, amici per sesso
(Tag-line del film)
Amici per gioco, amici per sesso (Threesome) è un film del 1994 scritto e diretto da Andrew Fleming. Il film è una commedia autobiografica basata sulle esperienze vissute durante gli anni del college dallo stesso Fleming.

## Trama
In uno degli alloggi studenteschi di un Campus Universitario americano, il calmo intellettuale Eddy deve dividere la sua camera col disinvolto seduttore Stuart. Malgrado la loro differenza di carattere, i due giovani riescono a coabitare senza troppi problemi. Le cose si complicano quando nello stesso alloggio arriva, per via di un errore causato dall'ambiguità del suo nome, una vivace studentessa di nome Alex. La ragazza, inizialmente piuttosto fredda coi suoi due coinquilini, inizia poi ad apprezzarli. Se da un lato Alex respinge le rozze avances di Stuart, dall'altro lato é affascinata dalla sensibilità e dalla personalità di Eddy, e finisce per innamorarsene. Dopo una simpatica serata passata insieme, Alex porta Eddy in camera sua con l'intenzione di sedurlo, ma il ragazzo scappa via non appena Alex comincia a toccarlo. Il giorno dopo, allorché Eddy si trova in biblioteca, Alex cerca di nuovo di sedurlo sdraiandosi davanti a lui sul tavolo dove sta studiando, ma anche questo tentativo non dà i risultati sperati.
Stuart, che apprende questi episodi dalla bocca di Eddy, lo incita ovviamente a non avere paura e a lasciarsi andare tra le braccia di Alex, ma Eddy non sembra interessato a seguire i suoi consigli. Anzi, Eddy si rende conto che la sola persona che lo eccita veramente è proprio Stuart, soprattutto quando lo vede agitarsi e parlare di sesso con grande passione. Visto che Eddy non sembra assolutamente attratto da Alex, Stuart decide, una tantum, di andar lui in biblioteca per cercare di sedurre l'esuberante ragazza. Alex capisce subito la manovra di Stuart, ma, visto che ha comunque una grande voglia di fare l'amore, si lascia abbracciare dal ragazzo e sembra stare al gioco. Quando, però, Stuart cerca di strafare provando a imitare il lato intellettuale di Eddy, Alex perde pazienza e va via bruscamente. Poco più tardi, Alex incontra Eddy e gli rimprovera di avere parlato della sua esuberanza a Stuart. Poi la ragazza esige di sapere perché lui ha rifiutato le sue avances. Messo alle strette, Eddy confessa di essere "sessualmente ambiguo". Alex é ovviamente molto rattristata da questa notizia, ma la scoperta, poco più tardi, che Eddy è malgrado tutto ancora vergine, accende di nuovo la fantasia della giovane, la quale é fiduciosa di poterlo convincere a diventare eterosessuale.
Intanto, anche Stuart si é reso conto delle tendenze gay del suo compagno di stanza. I tre decidono, dopo varie scaramucce senza esito, di essere solo amici e danno via ad un sodalizio fatto di cameratismo spinto, che due conquiste occasionali di Alex e Stuart non scuotono minimamente. Costoro, per "sbloccare" Eddy, convincono addirittura Richard, un giovane omosessuale impiegato nel Campus, di offrirsi a lui, ma Eddy fugge di nuovo spaventato. 
Il trio, per rasserenarsi un po' dopo queste frustranti esperienze, decide di fare una gita in automobile lontano dalla città. Dopo avere fatti il bagno tutti nudi in un laghetto in piena natura, i tre giovani si riposano un momento sulla riva. In modo del tutto spontaneo, Alex e i due ragazzi cominciano i preliminari di un rapporto a tre, ma vengono disturbati dal casuale passaggio di una scolaresca accompagnata da un prete e devono smettere. Qualche giorno dopo, Alex ed Eddy hanno una violenta disputa verbale in seguito all'ennesimo rifiuto di Eddy di lasciarsi semplicemente accarezzare da lei. Dopo che Eddy ha lasciato la stanza, Alex piange disperata, ma questa volta viene consolata da Stuart e accetta di fare l'amore con lui. I due decidono di non farne cenno col loro comune amico Eddy.
Tuttavia, il giorno dopo, Eddy decide di farsi perdonare e, in uno slancio di tenerezza, va a letto con la giovane. Dopo aver fatto l'amore, Eddy dichiara ad Alex, con grande gioia della ragazza, di essere soddisfatto di questa loro esperienza. Ma in realtà il ragazzo non ne è affatto entusiasta. Eddy si confida quindi con Stuart, ma senza dire che la ragazza con cui ha fatto l'amore è proprio Alex. Dopo questo racconto, Stuart si complimenta con l'amico e lo incoraggia a continuare sulla via dell'eterosessualità, ma Eddy ha ormai deciso di volere conquistare Stuart. Secondo Eddy, Stuart sarebbe, malgrado le sue arie di seduttore incallito, un omosessuale latente. Eddy prova quindi a sedurlo nel corso di una serata accompagnata da una grande bevuta di alcool, ma Stuart si nega, e reagisce rivelandogli di avere già fatto l'amore più volte con Alex. Ancora una volta, Eddy scappa via disgustato. Poco più tardi, temendo che gli succeda qualcosa di grave, Stuart e Alex vanno alla sua ricerca in tutto il campus universitario.
Dopo la riconciliazione, i tre amici hanno infine un rapporto a tre, ma dopo questa esperienza, né Stuart né Alex ne sembrano particolarmente fieri. Il loro sodalizio non è più quello di prima. Qualche giorno dopo, il trio é terrorizzato da una presunta gravidanza di Alex che, per fortuna, si rivelerà un falso allarme. In questa occasione, Stuart soffrirà una vera e propria crisi mistica e avrà il desiderio di evirarsi, ma Alex lo convincerà a non farlo. Poco prima della fine dei corsi, Alex ottiene finalmente di essere trasferita in un alloggio con altre ragazze e lascia il trio. L'anno successivo, Eddy trova una stanza singola, ma l'allegria degli amici gli manca. Trascorso del tempo, i tre amici si incontrano di nuovo per la laurea, ma nessuno ha voglia di evocare ancora la loro particolare esperienza. Eddy è tuttavia convinto che tutto è bene quel che finisce bene. Infatti, dopo la fine del periodo universitario, Stuart perde il suo lato di seduttore e diventa un monogamo convinto. Eddy può infine vivere liberamente con un altro partner come lui. Alex resta invece single ancora per svariati anni, ma, ogni volta che incontrerà Eddy, farà sempre allusione scherzosamente al compagno di Eddy chiamandolo "l'altra".